# Frimurarehuset, Kalmar
Frimurarehuset, Kalmar är en byggnad vid Larmtorget på Kvarnholmen i Kalmar, i hörnet av Västra Vallgatan och Olof Palmes gata.
Frimurarehuset ritades av Johan Fredrik Åbom och invigdes 1878 för att inrymma lokaler för Frimurareorden i Kalmar och ett hotell. Det byggdes till söderut 1928 efter ritningar av J. Fred Olson, varvid hotellrörelsen utvidgades från 18 till 35 gästrum. Hotellet kallades under 1800-talet "Central-Hotel" och heter numera "Frimurarehotellet".
Fastigheten ägs fortfarande av Frimurareorden, medan hotellrörelsen drivs av ett fristående företag.

## Bildgalleri

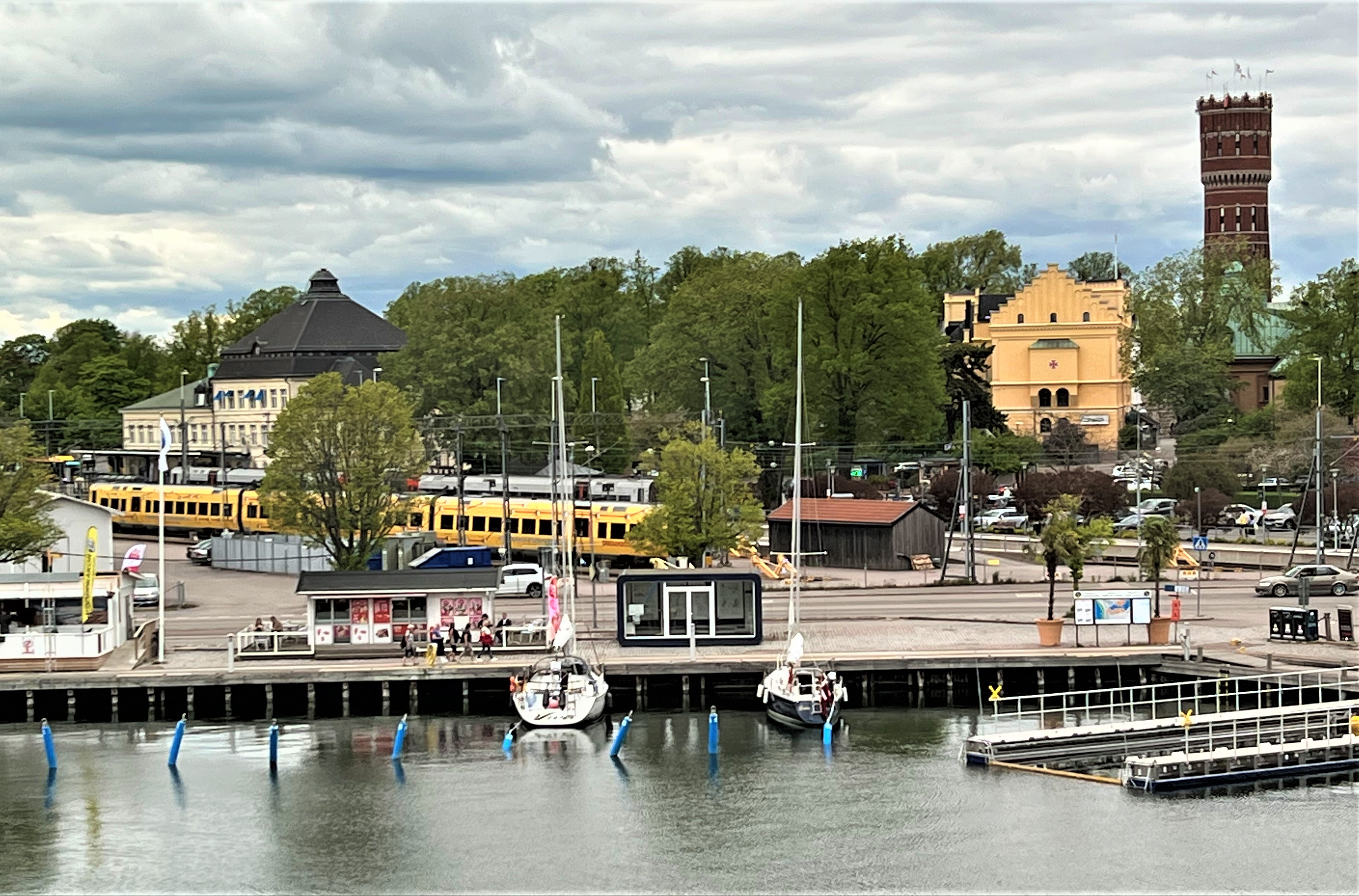
Vy från Norra kajplan vid Linnéuniversitetet mot gästhamnen, Kalmars järnvägsstation, Frimurarehuset och Gamla vattentornet.
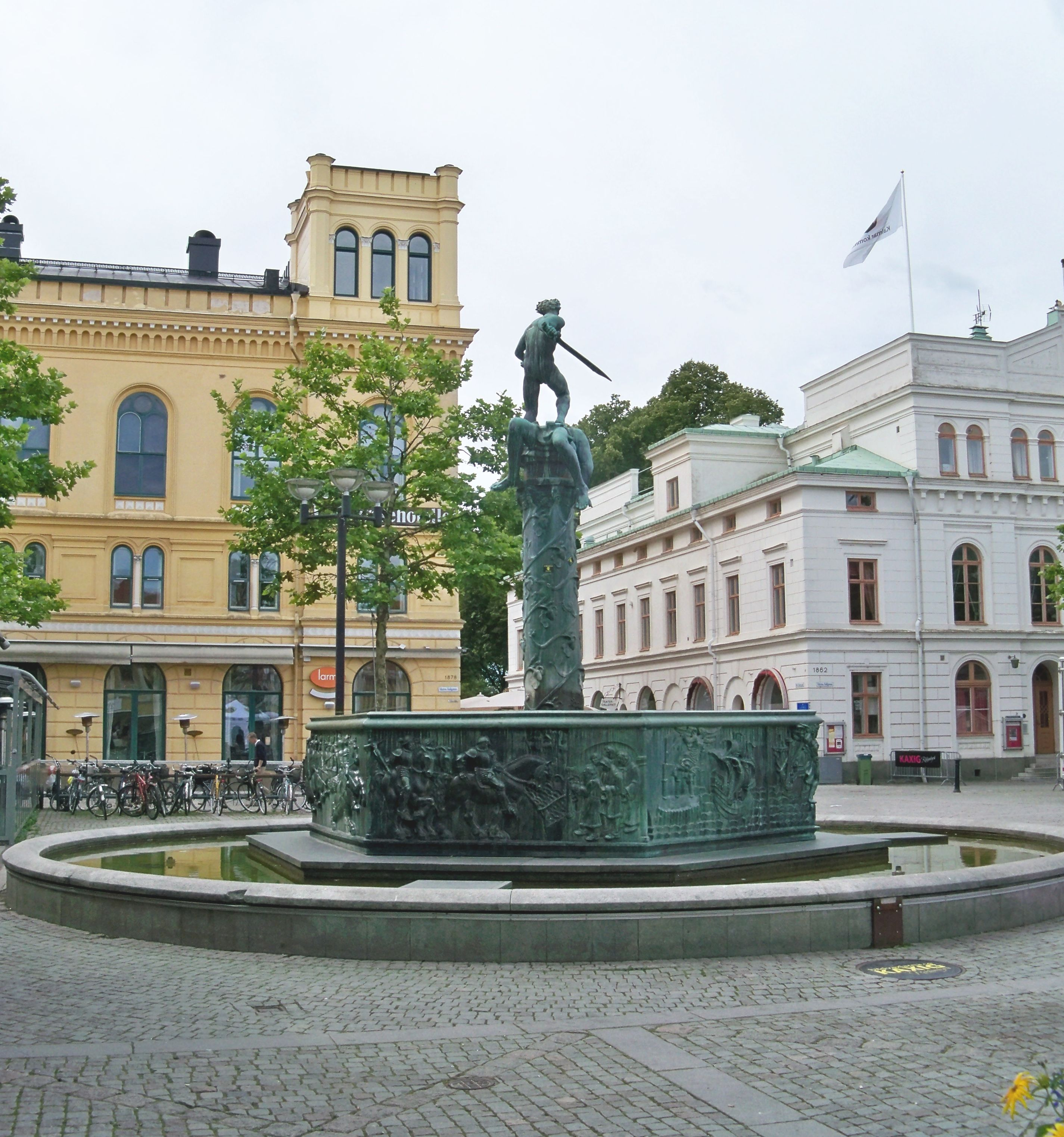
Vasabrunnen på Larmtorget, med Frimurarehuset och Kalmar teater i bakgrunden.
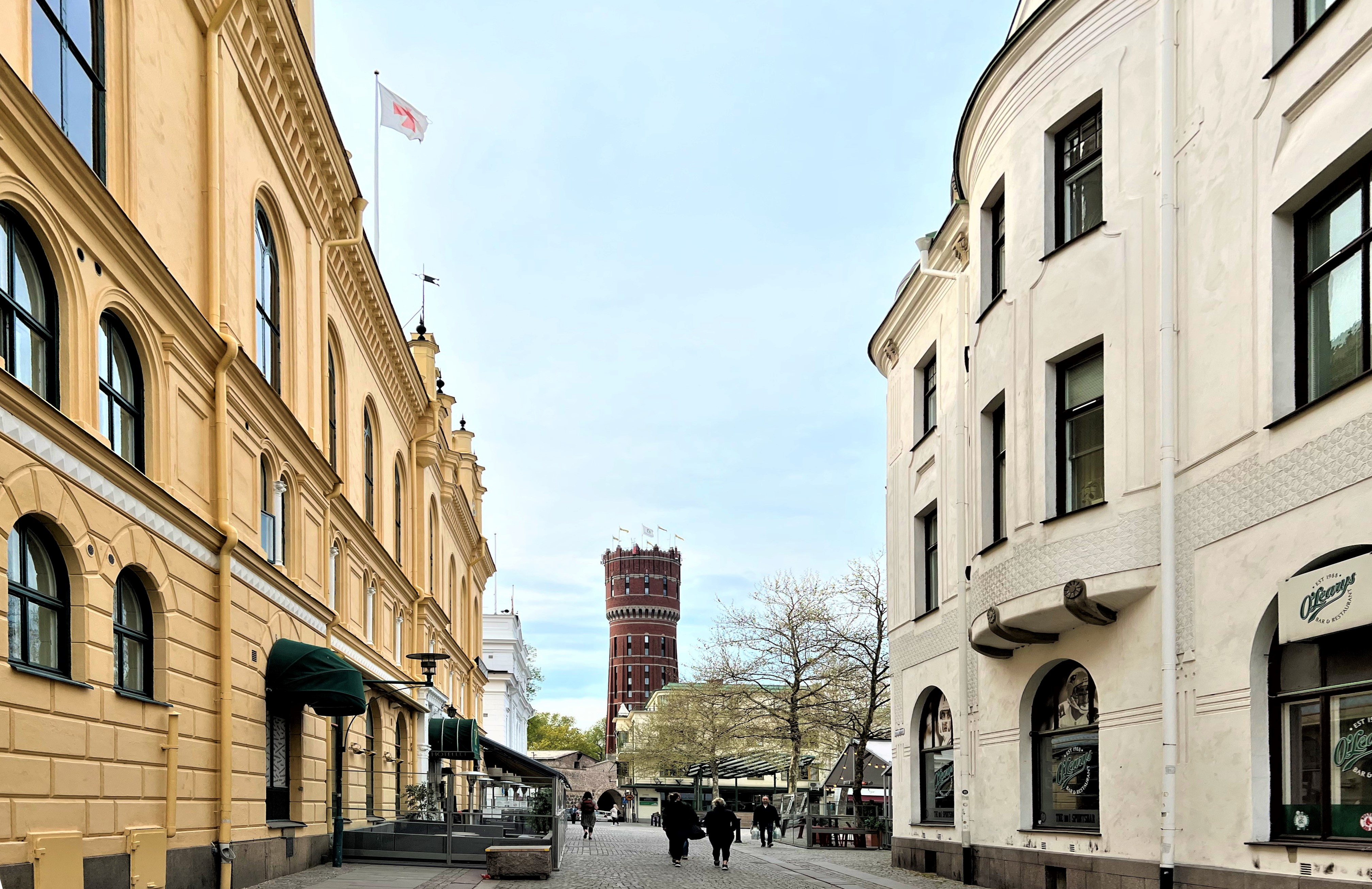
Västra vallgatan med Frimurarehuset åt vänster och Ludvigshuset åt höger, följt av Larmtorget. I fonden Gamla vattentornet i Kalmar.
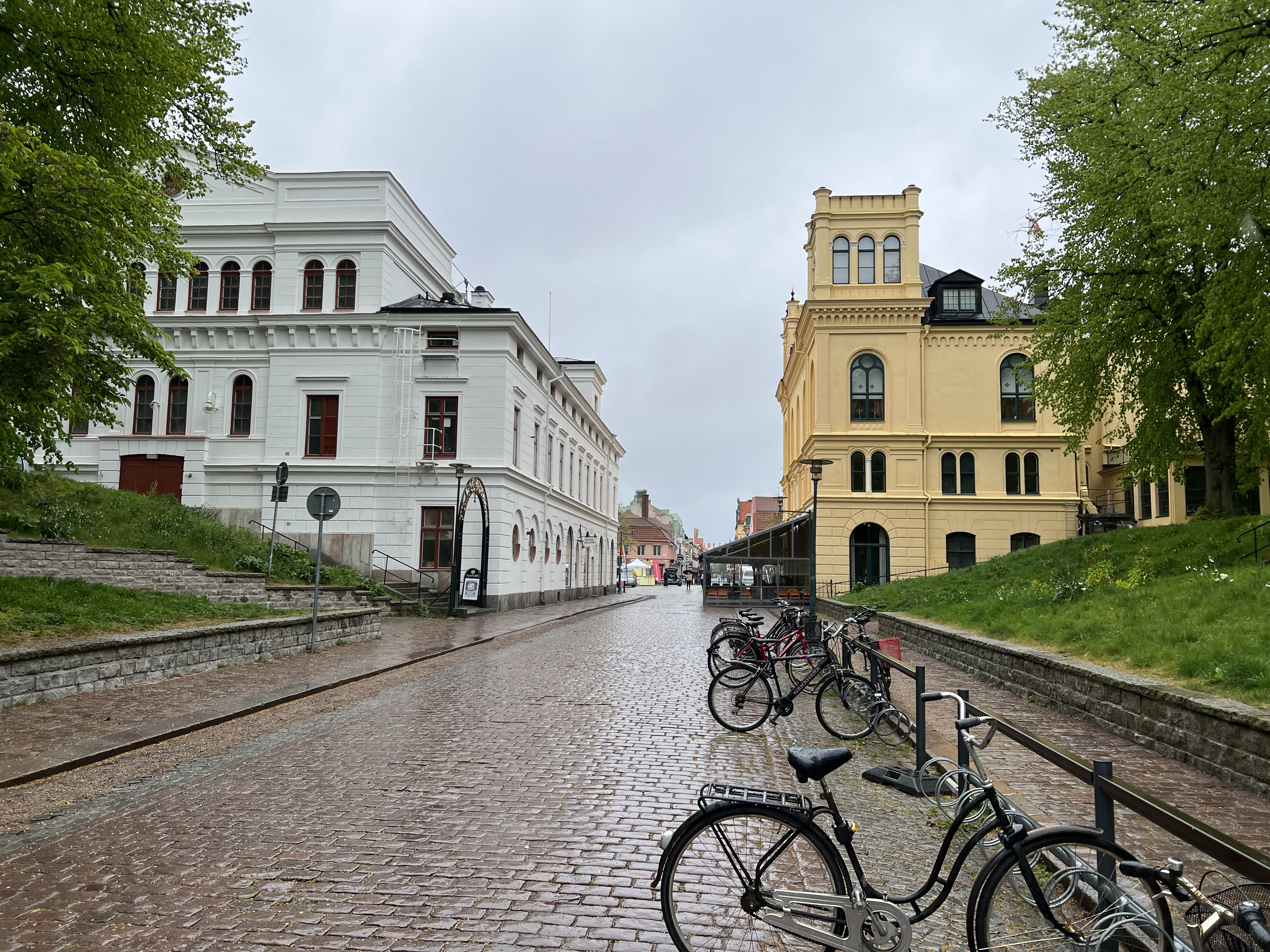
Olof Palmes gata, med Kalmar teater åt vänster och Frimurarehuset åt höger. I fonden Larmtorget.